# 산 니카시오역
산 니카시오 역(스페인어: San Nicasio)은 마드리드 지하철 12호선의 역이다. 마드리드 지방 레가네스 시의 산니카시오 지역에서 구시가지와 신시가지가 만나는 지점에 위치해 있다. 요금구역상으로는 B1구역에 속한다.

## 역사
2003년 4월 11일 12호선의 전 구간 개통과 함께 문을 열었다.

## 환승 정보
역 주변에 시외버스 정류장이 일곱 곳 있다.
버스
- 시외버스
  - 450, 482, 486, 487, 488번 노선 (주간)

지하철
| 마드리드 지하철        | 마드리드 지하철        | 마드리드 지하철         |
| ---------------------- | ---------------------- | ----------------------- |
| 레가네스 센트랄 순환선 | 마드리드 지하철 12호선 | 푸에르타 델 수르 순환선 |